# Heteroponerinae
Heteroponerinae is een onderfamilie van van de familie mieren.

## Geslachten
(Indicatie van aantallen soorten per geslacht tussen haakjes)
- Acanthoponera  (4)
- Aulacopone  (1)
- Heteroponera  (19)